# Carlsberg Polska
Carlsberg Polska este filiala poloneză a companiei multinaționale daneze de bere Carlsberg. În 2004, Carlsberg deținea 1/3 din acțiunile grupului Okocim, printre care și fabrica de bere Okocim.
Filiala deține patru fabrici de bere și are cca. 1.250 de angajați. Este a treia cea mai mare companie de bere din Polonia, cu o cotă de piață de 14,4%.

## Istorie
Fabrica de bere Okocim a fost fondată în 1845 de Johann Evangelist Götz⁠(d), Joseph Neumann și un nobil polonez local, Julian Kodrębski. În 1884, fabrica de bere a fost vizitată de J. C. Jacobsen, fondatorul fabricii de bere Carlsberg din Danemarca. Berea Carlsberg a fost importată în Polonia până când Carlsberg a achiziționat o participație la fabrica de bere Okocim în 1997, în schimbul acordării unei licențe către Okocim pentru a produce Carlsberg.
Carlsberg și-a extins prezența în Polonia în 2001, devenind acționar majoritar al Okocim și achiziționând fabricile de bere Bosman⁠(d), Kasztelan⁠(d) și Piast; operațiunea a fost numită Grupul Carlsberg Okocim. Brandul Carlsberg a fost relansat în acel an și a devenit brandul internațional cu cea mai rapidă creștere din Polonia, cu o creștere a vânzărilor de 671%. 
În 2004, Carlsberg a cumpărat acțiunile rămase ale Okocim și a redenumit grupul, Carlsberg Polska. Carlsberg Polska este o subsidiară deținută în proporție de 100% a Grupului Carlsberg și este a treia cea mai mare companie producătoare de bere de pe piața poloneză a berii, care este una dintre primele 10 din lume ca volum.

## Fabrici de bere

### Fabrica de bere Okocim

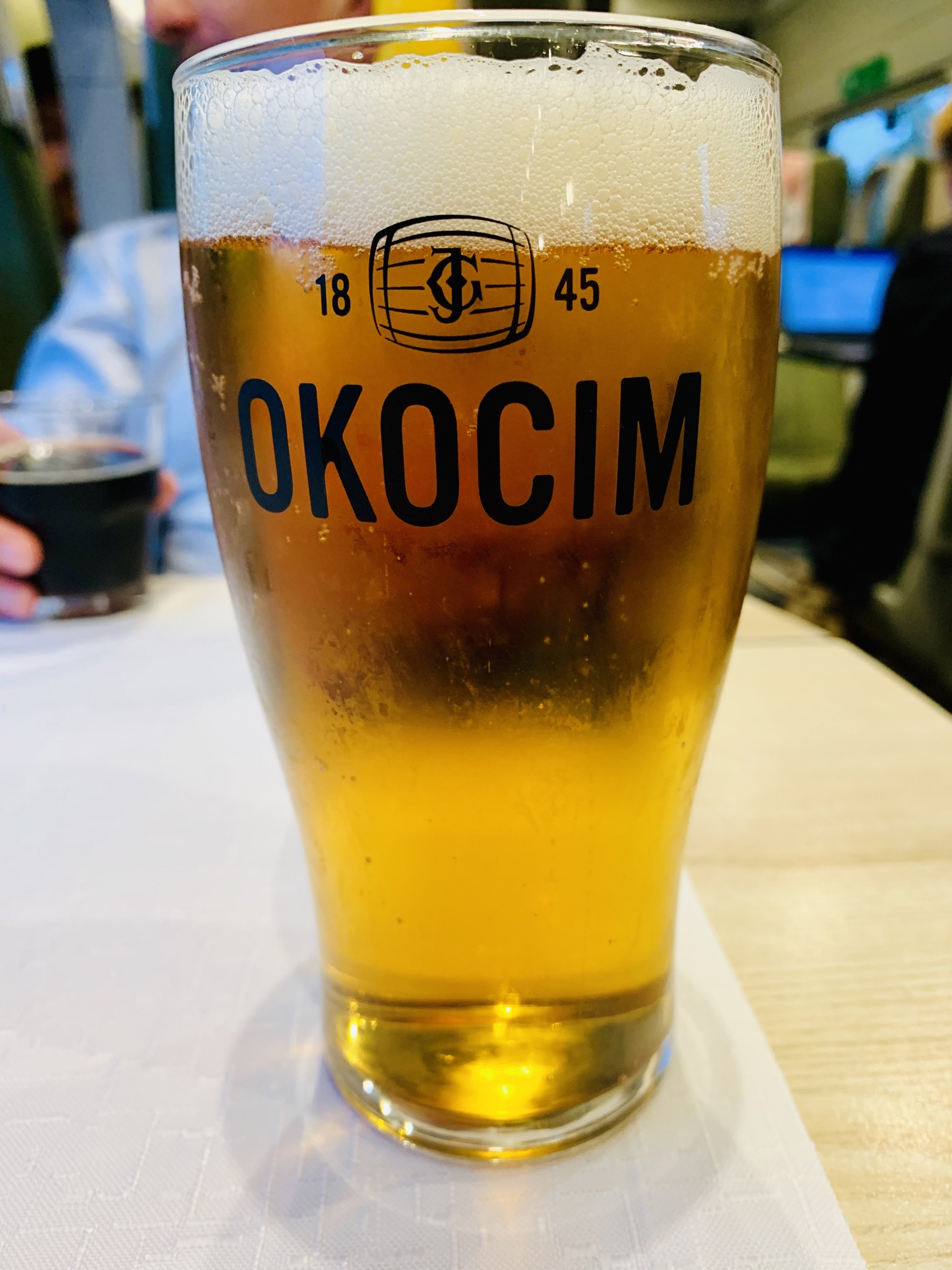
Bere Okocim

Fabrica de bere Okocim a fost înființată în 1845 de către Johann Evangelist Götz, care s-a născut în Wirtemberg (Germania) în 1815. Fiul său Jan Albin a extins afacerea de familie, s-a căsătorit cu o aristocrată poloneză și și-a schimbat numele în Goetz-Okocimski. În 1945, fabrica de bere a fost naționalizată, apoi reprivatizată în anii 1990. Carlsberg a cumpărat pentru prima dată acțiuni în 1996, dobândind în cele din urmă 1/3 din total.
Mărcile produse sunt în principal lager pale⁠(d), cu concentrații diferite de alcool, variind de la 0,5% vol. până la 7%. Printre mărcile produse se numără Carlsberg, O. K. Beer, Signature, Mocne și Karmi. Berăria produce două lager închise la culoare, Palone (5,5%) și Porter (8,3%).